# Sérignac-sur-Garonne
Sérignac-sur-Garonne (okzitanisch: Serinhac de Garona) ist eine französische Gemeinde mit 1.178 Einwohnern (Stand: 1. Januar 2022) im Département Lot-et-Garonne in der Region Nouvelle-Aquitaine (vor 2016: Aquitanien). Sie gehört zum Arrondissement Agen und zum Kanton L’Ouest Agenais. Die Einwohner werden Sérignacais genannt.

## Geografie
Die Gemeinde Sérignac-sur-Garonne liegt zwölf Kilometer westlich der Innenstadt von Agen an der Garonne, die die Gemeinde im Norden begrenzt, und am parallel verlaufenden Garonne-Seitenkanal. Umgeben wird Sérignac-sur-Garonne von den Nachbargemeinden Saint-Hilaire-de-Lusignan im Norden, Colayrac-Saint-Cirq im Nordosten und Osten, Sainte-Colombe-en-Bruilhois im Osten und Südosten, Montagnac-sur-Auvignon im Süden sowie Montesquieu im Westen. Durch die Gemeinde führt die Autoroute A 62.

## Geschichte
Sérignac wurde als Bastide 1273 von Gaston VII., dem Vizegrafen von Béarn, gegründet.

## Bevölkerungsentwicklung
| Jahr                       | 1962 | 1968 | 1975 | 1982 | 1990 | 1999 | 2006 | 2012 | 2022 |
| -------------------------- | ---- | ---- | ---- | ---- | ---- | ---- | ---- | ---- | ---- |
| Einwohner                  | 684  | 672  | 752  | 768  | 822  | 868  | 1047 | 1144 | 1178 |
| Quellen: Cassini und INSEE |      |      |      |      |      |      |      |      |      |

## Sehenswürdigkeiten
- Kirche Notre-Dame-de-l'Assomption, Ende des 12. Jahrhunderts bzw. Anfang des 13. Jahrhunderts gebaut
- Herrenhäuser von Menjoulan, Roziéres und Jouanisson

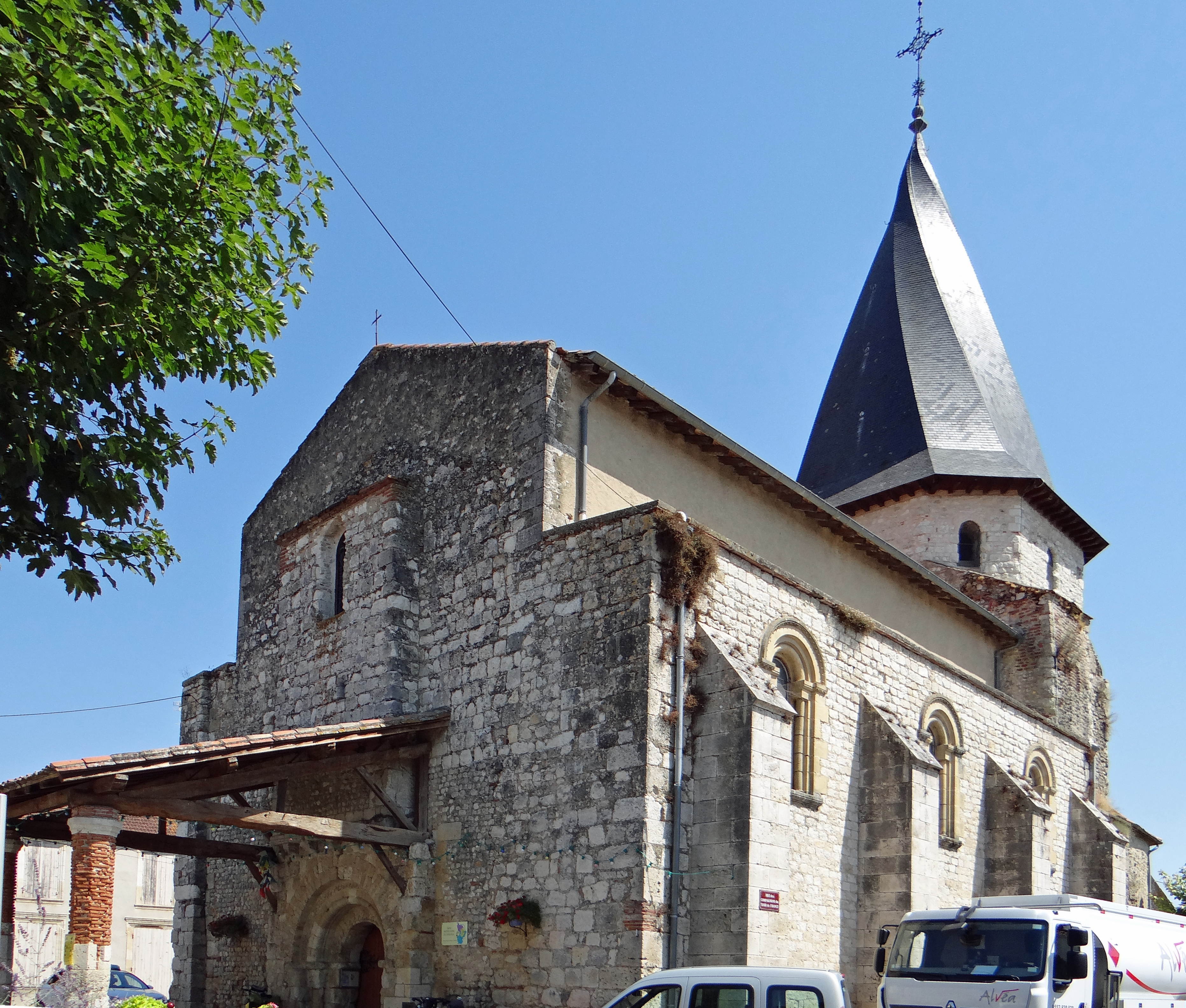
Kirche Notre-Dame
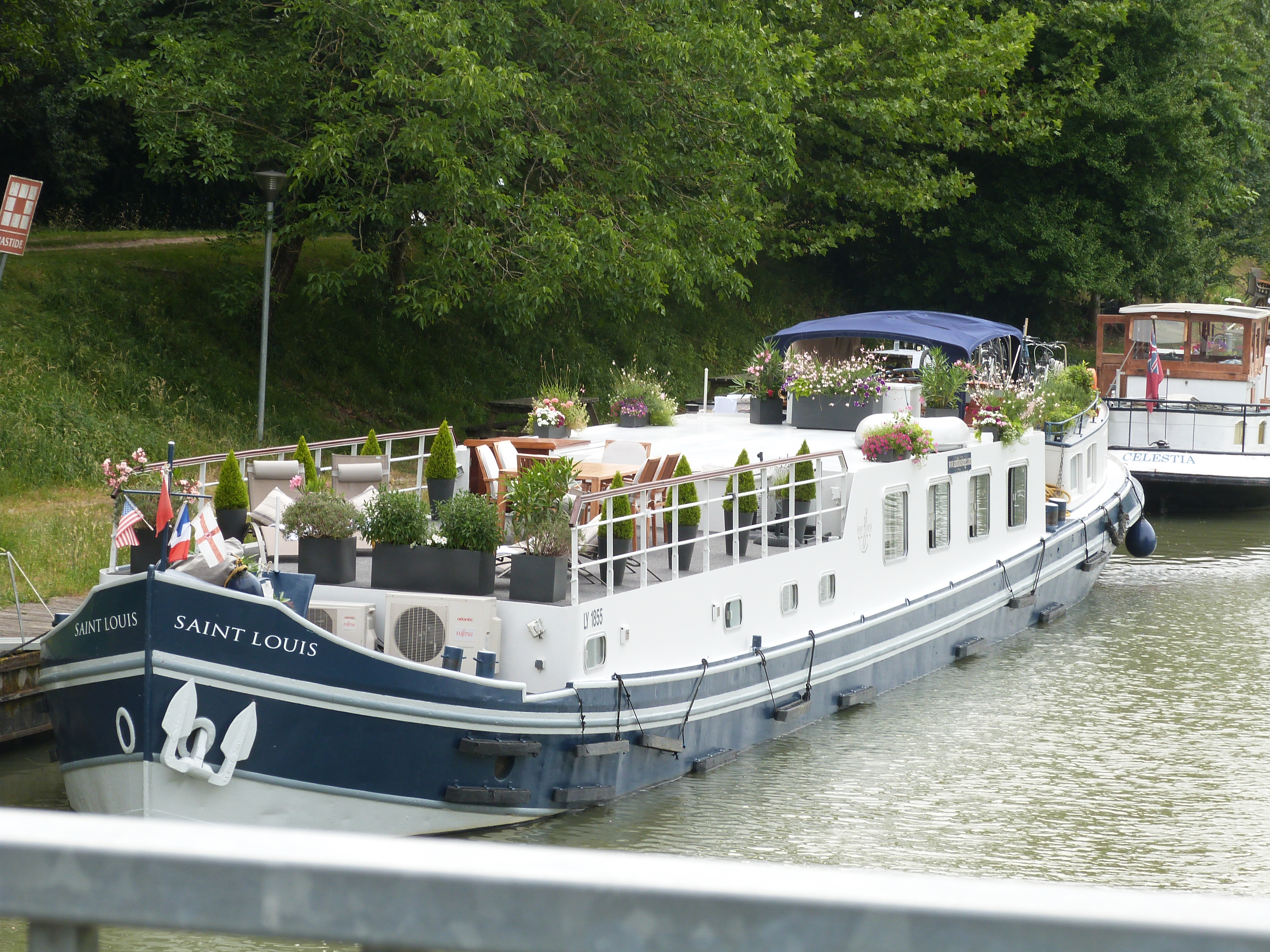
Schiffshotel
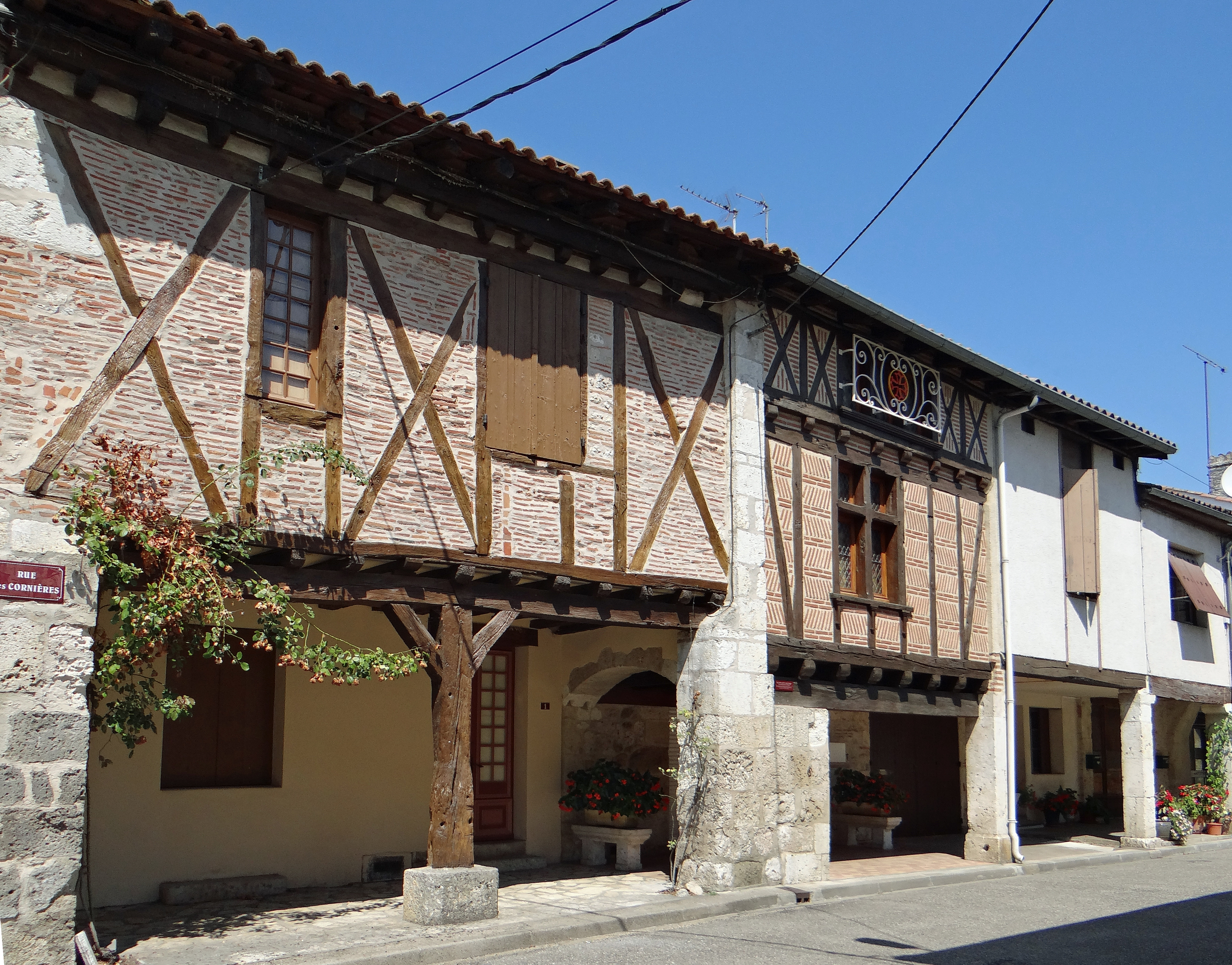
Fachwerkhäuser in der Rue des Cornières
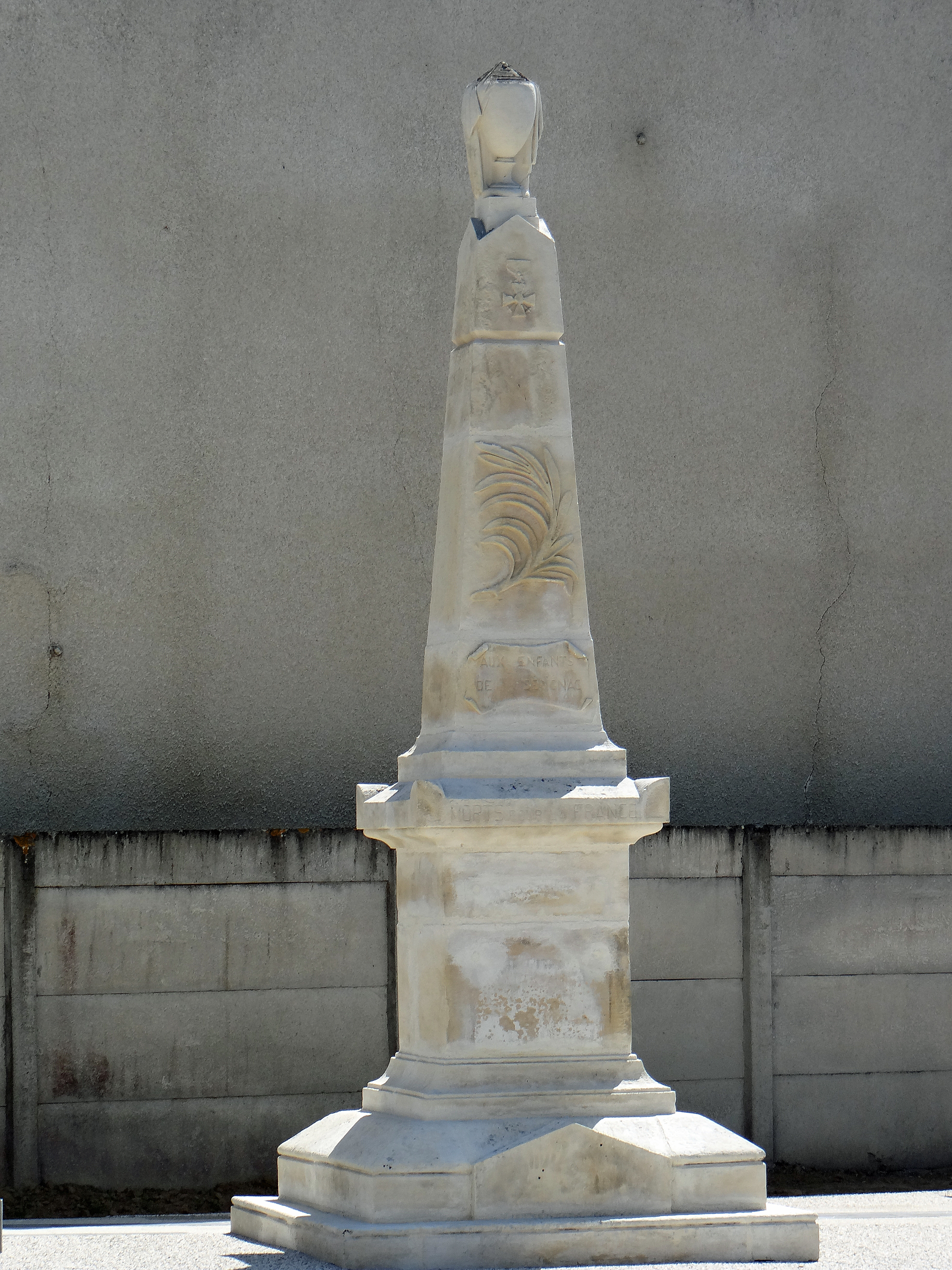
Gefallenendenkmal

## Gemeindepartnerschaft
Mit der französischen Gemeinde Niedermorschwihr im Elsass besteht seit 1993 eine Partnerschaft.